# Montrond-le-Château
Montrond-le-Château település Franciaországban, Doubs megyében. Lakosainak száma 559 fő (2022. január 1.). Montrond-le-Château Épeugney, Fontain, Malbrans, Pugey, Scey-Maisières és Les Monts-Ronds községekkel határos.

## Népesség
A település népességének változása:
| Lakosok száma | 310  | 320  | 393  | 555  | 580  | 560  | 561  | 566  | 568  | 559  |
|               | 1968 | 1982 | 1990 | 2006 | 2013 | 2015 | 2017 | 2019 | 2020 | 2022 |